# Вегетаційний період
Термін вегетаційний період має два визначення:
1. Період року, коли можливе зростання і розвиток (вегетація) рослин. Тривалість залежить від географічної широти, клімату. Проте, для кожної рослини існують свої мінімальні температури. Якщо холодостійкі рослини спокійно переносять низьку температуру, то теплолюбиві при такій температурі можуть загинути. Тому часто за вегетаційний період приймають кліматичне літо. У тропіках вегетаційний період продовжується весь рік, у високих широтах і горах — від останнього весняного до першого осіннього заморозку. Вегетаційний період для більшості рослин визначається як період з середніми температурами 5° і вище. На більшій частині території України вегетаційний період починається в кінці березня, а закінчується в кінці жовтня. На зміну вегетаційному періоду приходить період спокою у рослин.
2. Інше значення — час, необхідний для розвитку рослини:
- для однорічних — від посадки (проростання насіння) до дозрівання (збирання врожаю)
- для багаторічних — від сходів або набухання бруньок до дозрівання (збирання врожаю)
- для дерев це також — час активної життєдіяльності рослин від початку сокоруху і розпускання бруньок до обпадання листя.

Вегетаційний період умовно визначається часом між переходом середньодобової температури навесні і восени через +5 °С. Рідше для цього використовуються граничні температури 0 або +10 °С. Однак для кожної з рослин існують свої мінімальні температури. Якщо холодостійкі рослини спокійно переносять низьку температуру, то теплолюбні при такій температурі можуть загинути. Тому часто за вегетаційний період приймають кліматичне літо.